# Billy Monger
Billy Monger, né le 5 mai 1999 à Charlwood, au Royaume-Uni, est un pilote automobile britannique.
Victime d'un très grave accident en 2017, Billy Monger doit être amputé des deux jambes. Il reprend la compétition en 2018.

## Biographie

### Débuts en sport automobile (2015)
Très jeune, Billy Monger découvre le karting grâce à son père, lui-même ancien pilote de karting. Après plusieurs années de compétition, il se lance dans le sport automobile en 2015, dans le championnat de Ginetta Junior. Il se classe 5e de ce championnat avec deux victoires, et notamment une acquise dès la première course de la saison à Brands Hatch.

### Grave accident en Formule 4 (2016-2017)
En 2016, toujours avec l'écurie JHR Developments, Billy Monger accède à la monoplace en participant au championnat de Grande-Bretagne de Formule 4. Il réalise une saison correcte avec trois podiums et une pole position et termine à la 12e place au championnat.
En 2017, il poursuit avec JHR Developments en Formule 4, et ouvre sa saison avec deux podiums à Brands Hatch et à Donington Park. Sa vie bascule sur ce même circuit lors de la troisième course du week-end, le 16 avril, où il percute avec une extrême violence l'arrière de la monoplace du finlandais Patrik Pasma, arrêtée en piste. Les deux jambes de Billy Monger sont grièvement touchées et il doit subir une double amputation, sous les genoux. Très rapidement, le monde du sport automobile se mobilise pour soutenir Billy Monger.
En 2017, Frédéric Sausset,(1er pilote quadri amputé pilote aux 24h du Mans(2016)) l’invite au 24h du Mans pour lui faire découvrir le monde de l’endurance et lui proposer une place de pilote dans sa Filière destinée à intégrer des pilotes soufrant de handicap avec pour objectif de faire concourir un équipage spécifique aux 24 Heures du Mans d'ici à 2020.
Malheureusement, Billy ne donnera pas suite alors que La Filière SAUSSET participera et terminera la mythique course Mancelle en 2021 avec un équipage composé de 2 pilotes souffrant de handicap et un pilote valide.
Il effectue son retour dans une voiture de course dès le mois de juin à Estoril, 

### Retour à la compétition en BRDC Formula 3 (2018)
Billy Monger retrouve la monoplace en février 2018, dans une Formule 4 spécialement aménagée par Carlin Motorsport sur le circuit d'Oulton Park. Carlin lui permet par la suite de participer à la saison complète de Formule 3 britannique. Billy Monger réalise l'exploit de monter sur le podium dès sa première course à Oulton Park, au mois de mars. Il obtient au total quatre podiums et deux pole positions, et se classe 6e du championnat.
Le 26 juin 2018, Sauber lui offre un test en Formule 1 sur le circuit de Rockingham.

### L'Euroformula Open (2019)
En 2019, Billy Monger reste lié à Carlin et s'engage en Euroformula Open. Sous la pluie, il remporte de façon inattendue le Grand Prix de Pau. Il ajoute à cette victoire une pole position et un podium à Barcelone, et termine 9e du championnat.

## Carrière

### Résultats en monoplace
| Saison | Championnat                                 | Écurie            | Courses | Victoires | Pole positions | Meilleurs tours | Podiums | Points | Classement |
| ------ | ------------------------------------------- | ----------------- | ------- | --------- | -------------- | --------------- | ------- | ------ | ---------- |
| 2015   | Ginetta Junior Championship                 | JHR Developments  | 20      | 2         | 1              | 1               | 7       | 325    | 5e         |
| 2016   | Championnat de Grande-Bretagne de Formule 4 | JHR Developments  | 27      | 0         | 1              | 0               | 3       | 78     | 12e        |
| 2017   | Championnat de Grande-Bretagne de Formule 4 | JHR Developments  | 6       | 0         | 0              | 0               | 2       | 44     | 14e        |
| 2018   | BRDC Formula 3                              | Carlin Motorsport | 23      | 0         | 2              | 3               | 4       | 301    | 6e         |
| 2019   | Euroformula Open                            | Carlin Motorsport | 18      | 1         | 1              | 0               | 2       | 89     | 9e         |